# Cotuí

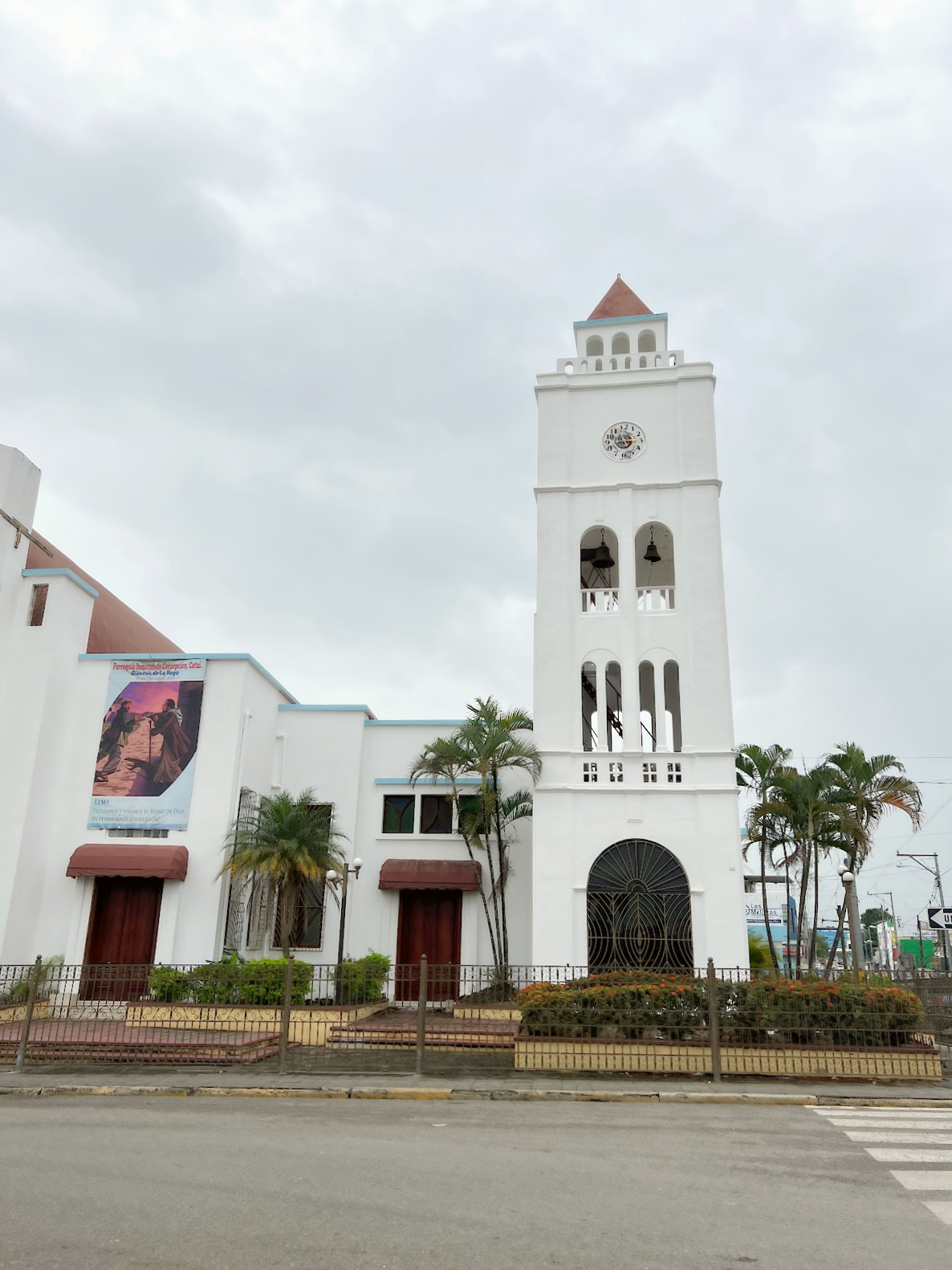
Eglise du centre-ville de Cotuí

Cotuí est une ville de la région du Cibao en République dominicaine, la capitale de la province de Sánchez Ramírez. Sa population est de 74 056 habitants (42 115 en zone urbaine et 31 941 en zone rurale).

## Histoire
C'est l'une des plus anciennes villes espagnoles de l'île d'Hispaniola, elle a été fondée en 1505, par Rodrigo Mejía de Trujillo, sous l'ordre du gouverneur espagnol Nicolás de Ovando. Auparavant, selon les recherches menées par l'archéologue Emilio Tejera à partir de 1977, se trouvait une importante communauté indigène appelée Cotoi, dirigé par un cacique de la chefferie Maguá. Les Espagnols la détruisirent dans le but de s'emparer d'un important gisement d'or situé non loin, appelé aujourd'hui Pueblo Viejo. En 1530, c'est là que fut établie la première fonderie de monnaie du Nouveau Monde. 
Un tremblement de terre détruisit la ville en 1562, qui fut reconstruite à son emplacement actuel, près du fleuve Yuna.
Le héros et vainqueur de la bataille de Palo Hincado en 1808, Juan Sánchez Ramírez, était originaire de cette ville et son nom fut donné à la province fondée en son honneur le 16 août 1952 (à partir des deux anciennes provinces de Duarte et La Vega).

## Économie
La région de la ville est bien connue pour ses mines d'or et d'argent — comme celle de Pueblo Viejo —, de fer, de bauxite, le marbre, le nickel, et d'autres métaux précieux ; pour la fertilité de sa terre et pour le plus grand lac artificiel des Caraïbes, Presa de Hatillo, retenu par le barrage d'Hatillo.
On la connaît également pour ses fleuves à l'eau claire et cristalline et ses cavernes appelées Guácaras (qui contiennent des images et des figures sculptées par la population pré-colombienne).
On y cultive entre autres le riz, les plantains, le cacao, les ananas, les fruits de la passion et les ignames de Chine.
La fête de la sainte-patronne de Cotuí est célébrée chaque 8 septembre en l'honneur de Nuestra Señora de la Inmaculada Concepción (Notre-Dame de l'Immaculée Conception) et a été rendue officielle dans les années 1940. Ces festivités durent neuf jours et commencent par des activités artistiques et sportives, ainsi qu'un feu d'artifice. La reine des festivités est couronnée le premier jour des célébrations.
Le carnaval de Cotuí est connu pour ses Papeluses et Platanuses, personnages costumés dont l'origine provient de la pauvreté des jeunes gens au début du siècle, qui n'avaient pas de quoi se payer le tissu pour fabriquer leur costume, et avaient recours aux feuilles de papier et de plátana (bananier).